# آنری میشل
هنری میشل (به فرانسوی: Henri Michel) (زادهٔ ۲۸ اکتبر ۱۹۴۷ – درگذشته ۲۴ آوریل ۲۰۱۸) بازیکن فوتبال و هافبک اهل فرانسه بود که از سال ۱۹۶۷ تا ۱۹۸۰ میلادی عضو تیم ملی فوتبال فرانسه بوده‌است. وی در ۵۸ بازی ملی حضور داشته است و در بازی‌های ملی‌اش ۴ گل به ثمر رساند.